# Air Boom

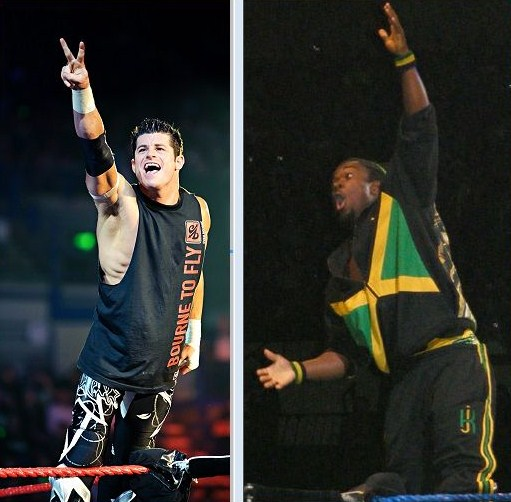
Air Boom

AirBoom a fost o echipă profesionistă din WWE formată din Evan Bourne și Kofi Kingston. Ambii a-u reușit 1 dată campionatele pe echipe din WWE. Numele a fost ales de o mulțime de persoane prin Twitter.

## Carieră

### 2011-2012
Bourne și Kingston au format o echipă oficială în 2011. Pe 15 august, la Raw, Kingston și Bourne i-au învins pe Campioni pe echipe din WWE David Otunga și Michael McGillicutty într-o luptă fără titlul în joc, devenind candidați numărul unu la titlu. Pe 22 august, la Raw, Kingston și Bourne i-au învins pe Otunga și McGillicutty câștigând primul lor campionat WWE Tag Team. Pe 29 august la  Raw, echipa a fost numită oficial "Air Boom" și a avut prima apărare a titlului, învingândui pe Otunga și McGillicutty în clauza de revanșă. Numele "Air Boom" a fost ales de Evan Bourne și Kofi Kingston, confirmând acest lucru în WWE.com, fiind ales de rețeaua socială Twitter, unde sa făcut un sondaj cu privire la numele care ar trebui să utilizeze noua echipă.
Air Boom a-u apărat titlurile împotriva lui R-Truth și The Miz la Night of Champions prin descalificare după ce Miz a atacat arbitrul în mijlocul luptei. Au intrat în dispută cu clienții lui Vickie Guerrero, Dolph Ziggler și Jack Swagger, apărând cu succes campionatele lor la Hell in a Cell și Vengeance.
Pe 1 noiembrie 2011, WWE la suspendat pe Bourne timp de 30 de zile. Bourne sa întors la televizor pe 5 decembrie. Air Boom a pierdut o lupta impotriva lui Primo si Epico pe 13 decembrie la WWE Superstars intr-o unde campionatele nu erau puse în joc. Cinci zile mai târziu, Air Boom a intrat într-un feud cu portoricani conducândui la un meci la TLC 2011, unde i-au învins pe Primo și Epico. Pe 6 ianuarie, la Smackdown, i-au învins pe Primo și pe Epico. Pe 15 ianuarie la un house show, Air Boom a-u pierdut titlurile în fața lui Primo și Epico. Pe 16 ianuarie la Raw, Air Boom a-u obținut o revanșă, dar a-u pierdut. A doua zi, Bourne a fost suspendat din nou. De atunci, Kingston a început să facă echipă cu R-Truth, dizolvând Air Boom.